# Engadin

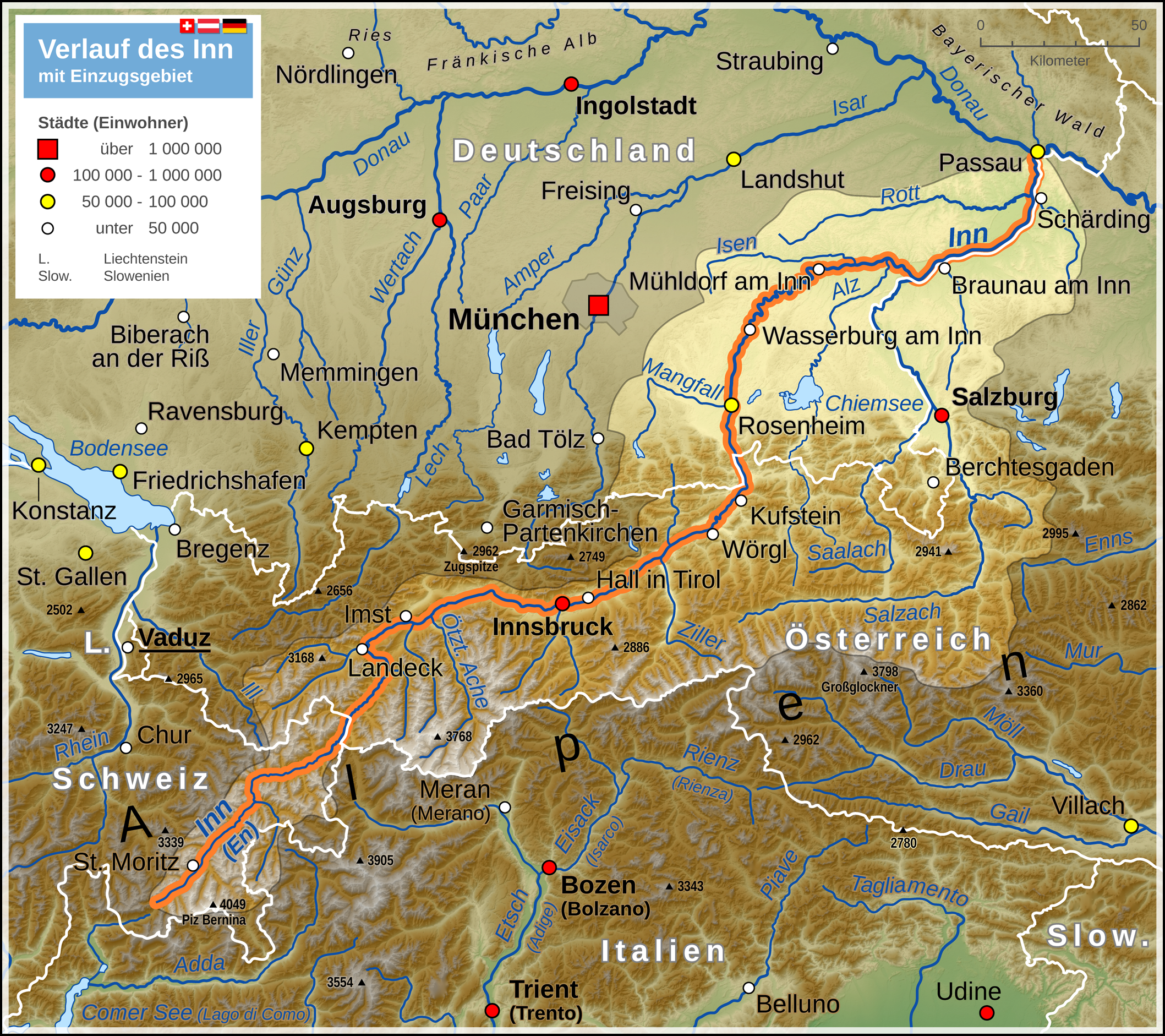
Mapa povodí Innu

Engadin (rétorománsky Engiadina) je region ve východní části Švýcarska. Tvoří ho protáhlé údolí na horním toku Innu mezi Malojským průsmykem a rakouskou hranicí, ohraničené pohořím Bernina na jihovýchodě a Albula na severozápadě. Jde o jedno z nejvýše položených obydlených údolí v Evropě; je dlouhé více než 80 kilometrů a žije v něm asi 25 000 obyvatel. Administrativně náleží ke kantonu Graubünden a dělí se na Horní Engadin s centry ve Svatém Mořici a Samedanu a Dolní Engadin, jehož hlavním městem je Scuol; hranice mezi nimi probíhá potokem Ova da Punt Ota, který se do Innu vlévá zleva mezi vesnicemi Cinuos-chel (část obce S-chanf) a Brail (část obce Zernez). Engadin je jedinou částí Švýcarska, která je odvodňována do Černého moře.

## Název
V latinském textu z roku 930 se poprvé objevuje název vallis Eniatina. Engadinský filolog Robert von Planta předpokládal, že název je odvozen od nedoloženého kmenového jména *Eniates. V takovém případě by šlo o odvozeninu jména řeky Inn (Aenus/Enus) s keltskou příponou -ates. užívanou pro označení obyvatel určitého území; Engadin tedy znamenal „u obyvatel Innu“.

## Geografie

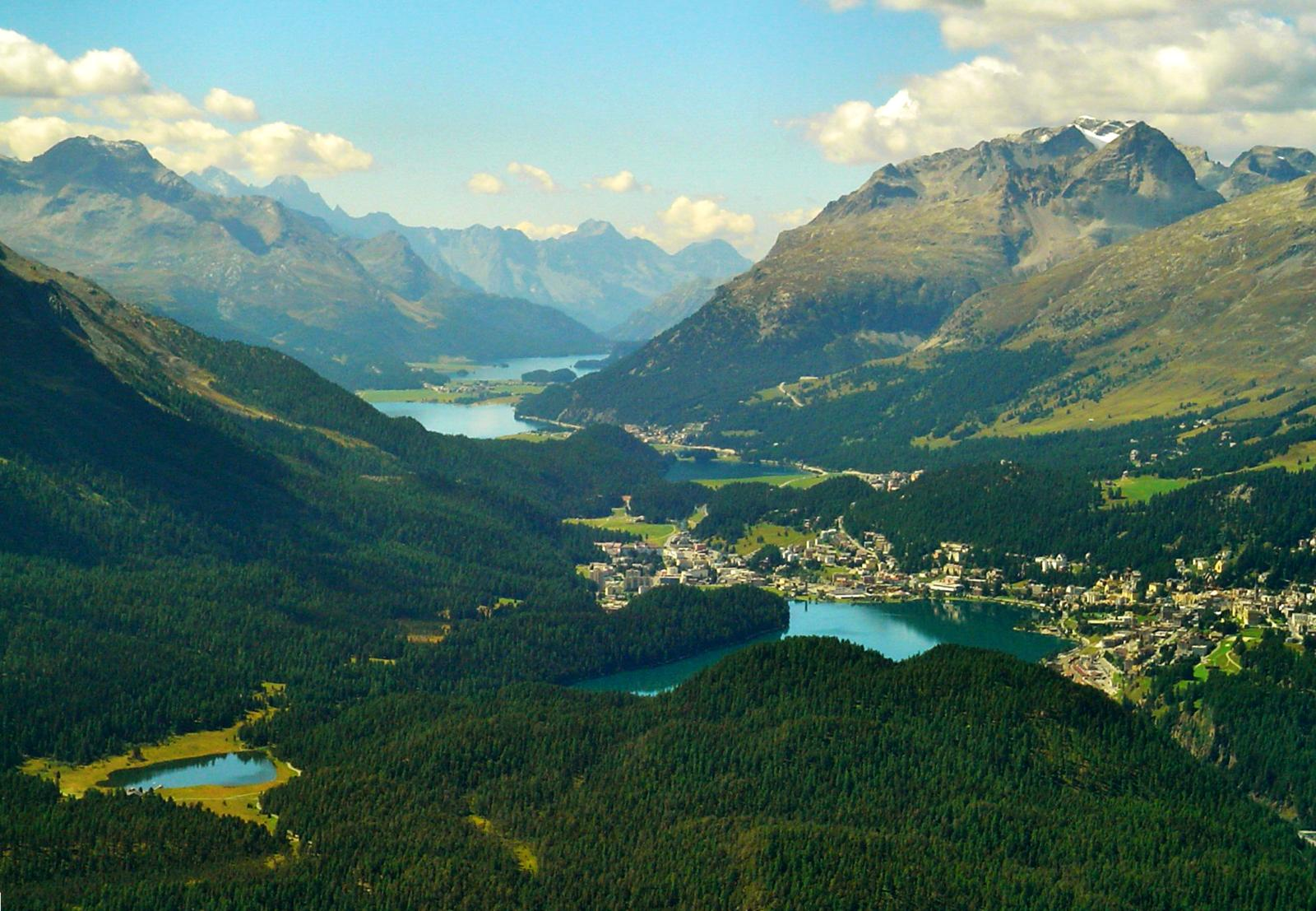
Horní Engadin; viditelná jsou jezera Silsersee, Silvaplanersee, St. Moritzersee a Lej da Staz

### Horní Engadin
Horní Engadin (rétorománsky Engiadin’Ota) se vyznačuje plochým dnem údolí v nadmořské výšce 1600 až 1800 m s jezery (Silsersee, Silvaplanersee, Lej da Champfèr a St. Moritzersee), borovicovými a modřínovými lesy a zejména v bočních údolích s ledovci. Díky své nadmořské výšce má údolní dno vysokohorské až subalpínské klima a patří k nejchladnějším oblastem v Alpách. Louky v údolí lemují jen mírně strmé horské svahy, nad nimiž se tyčí většinou členité zasněžené vrcholy. Stinné svahy na jihu pokrývají jehličnaté lesy a vysokohorské pastviny; horizontální hraniční linie je jasně rozpoznatelná. Horní Engadin je spojen s údolím Val Poschiavo průsmykem Berninapass a s údolím Val Bregaglia Malojským průsmykem; na severu jej spojuje průsmyk Julierpass s oblastí Oberhalbstein a průsmyk Albulapass s údolím Albulatal. Severovýchodní část Horního Engadinu směrem k Dolnímu Engadinu se nazývá La Plaiv.
Do Horního Engadinu náleží politické obce (od vrcholu údolí směrem dolů): Bregaglia (vesnice Maloja), Sils im Engadin/Segl, Silvaplana (s vesnicemi Surlej a Champfèr), Svatý Mořic, Pontresina, Celerina/Schlarigna, Samedan, Bever, La Punt Chamues-ch, Madulain, Zuoz a S-chanf (s vesnicí Cinuos-chel).
Většími bočními údolími jsou údolí Val Bernina u Samedanu, které sestupuje z průsmyku Berninapass od jihovýchodu a nachází se zde obec Pontresina, a údolí Val Bever u Beveru.

### Dolní Engadin

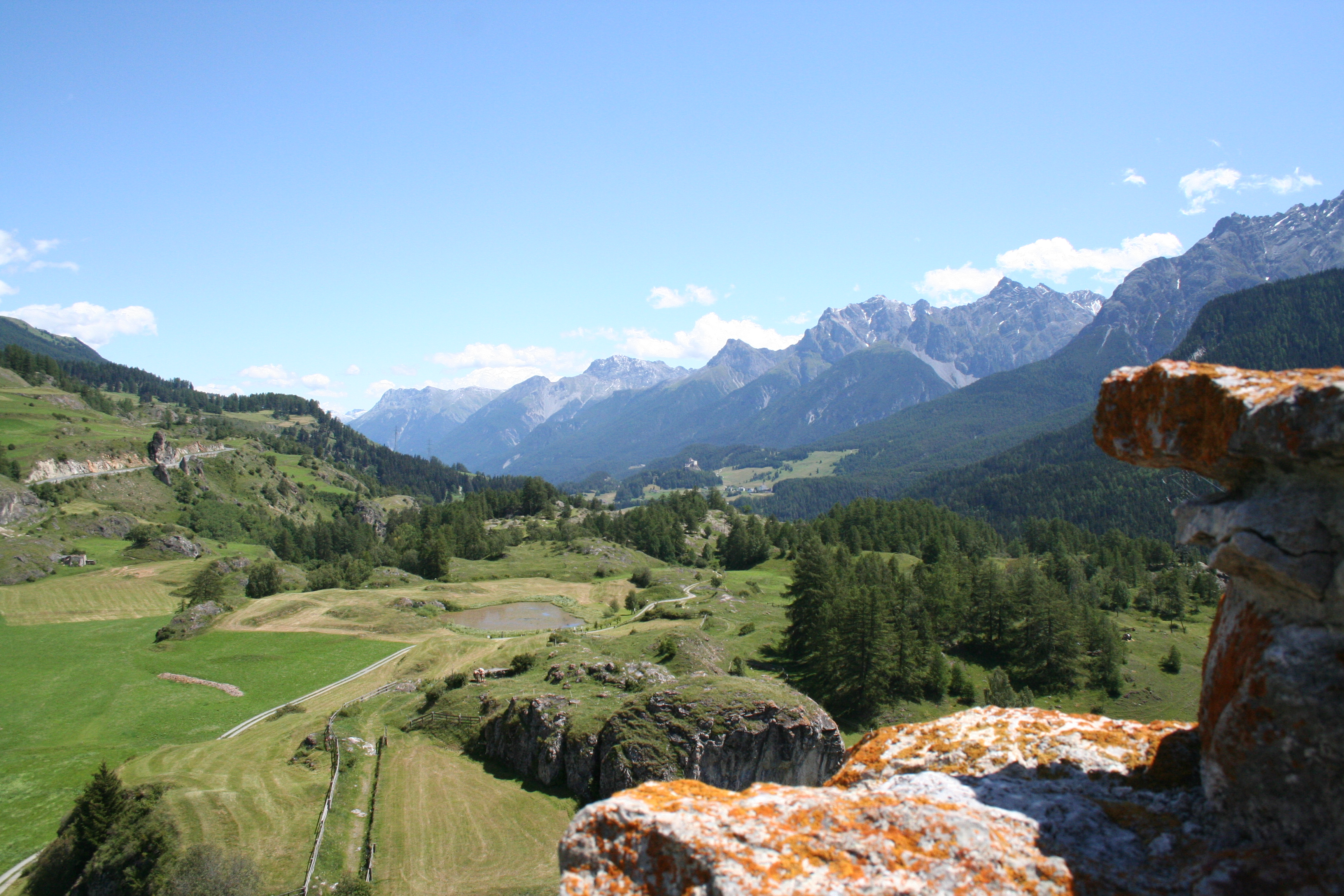
Dolní Engadin, pohled od vesnice Ardez

Dolní Engadin (rétorománsky Engiadina Bassa) má mnohem větší sklon (od 1610 do 1019 metrů). Je užší a divočejší než Horní Engadin. Inn se zde řítí přes skály a klikatí se mezi stěnami v úzkých soutěskách. Nejdivočejší z jeho soutěsek je Finstermünz, kde opouští švýcarské území.
Dolní Engadin je spojen s údolím Landwasseru u Davosu průsmykem Flüelapass a s údolím Val Müstair průsmykem Ofenpass. Od roku 1999 zajišťuje tunel Vereina také železniční spojení do Prättigau, které je spolu s průsmykem Julierpass (který je v zimě sjízdný jen částečně) a Albulskou dráhou, oběma v Horním Engadinu, jediným celoročně fungujícím dopravním spojením mezi Engadinem a zbytkem Švýcarska.
Do Dolního Engadinu náleží politické obce (od vrcholu údolí směrem dolů): Zernez (s vesnicemi Brail, Susch a Lavin), Scuol (s vesnicemi Giarsun, Guarda, Bos-cha, Ardez, Ftan, Tarasp a Sent), Valsot (vesnice Ramosch a Tschlin) a Samnaun.
Za hranicí s Rakouskem se údolí Oberinntal spojuje s Dolním Engadinem.

## Flóra a fauna
Z botanického hlediska je Engadin pozoruhodně bohatý, zejména na výtrusné rostliny. Na severních svazích Engadinu se husté jedlové a limbové lesy rozprostírají až do nadmořské výšky 1800 m, zatímco na jižních svazích se kvůli suchu stále častěji vyskytují modřínové lesy, které dosahují výšky až 2100 m.
V rozsáhlých lesích Engadinu žijí jeleni a srnci, v horských oblastech kamzíci a kozorožci. Ve skalnatých bočních údolích žijí orli skalní a orlosupi bradatí. Jeleni, srnci a kamzíci jsou každoročně po tři týdny v září kontrolovaně loveni. Kozorožci jsou regulováni v rámci zvláštního lovu.

## Přírodní podmínky
Nejvyšší horou je Piz Bernina (4048 m n. m.). Podnebí je slunečné, díky čistému vzduchu a množství minerálních pramenů se zde nacházejí četné lázně. Na území Engadinu leží Švýcarský národní park, jehož centrum se nachází v obci Zernez. Provozují se zimní sporty, pro návštěvníky se pořádají tradiční jízdy na saních zvané Schlittéda, každoročně se koná závod v běhu na lyžích Engadin Skimarathon. Oblíbené jsou vyjížďky vlakem po tratích Rhétské dráhy.
Engadin je také bohatý na nerosty (smithsonit, galenit, stříbronosná olověná ruda, měděné pyrity aj.), hospodářsky významnější jsou však minerální prameny ve Svatém Mořici v Horním Engadinu a ve Scuol-Tarasp v Dolním Engadinu.

## Historie

### Nejstarší historie a římská nadvláda
Přibližně od roku 2000 př. n. l. žili usedlí zemědělci na vrcholcích kopců a terasách na svazích, jako například Ramosch-Mottata. Do střední doby bronzové je datován také pramen Svatého Mořice. Nálezy v lokalitách Ardez-Suotchastè a Scuol-Munt Baselgia hovoří ve prospěch intenzivnějšího osídlení v pozdní době bronzové (1200–800 př. n. l.). Laugen-Melaunskou kulturu vystřídala od 6. století př. n. l. kultura Fritzens-Sanzeno. Kultura Breno je doložena pro oblast od Zernezu po Svatý Mořic.
V roce 15 př. n. l. byl Engadin začleněn do Římské říše jako součást provincie Raetie, protože Řím potřeboval kontrolovat průsmyky do Germánie. Nálezy podél římských cest svědčí o jejich významu a Raetie těžila z římského rozšíření spojovacích cest až do raného středověku. Po zániku Římské říše se Engadin a Raetie staly součástí Ostrogótské říše a v roce 536 připadly Frankům. Od 7. století byla světská i duchovní vláda v rukou šlechtického rodu Zacconů, známých také jako Viktoriden.

### Středověk a reformace

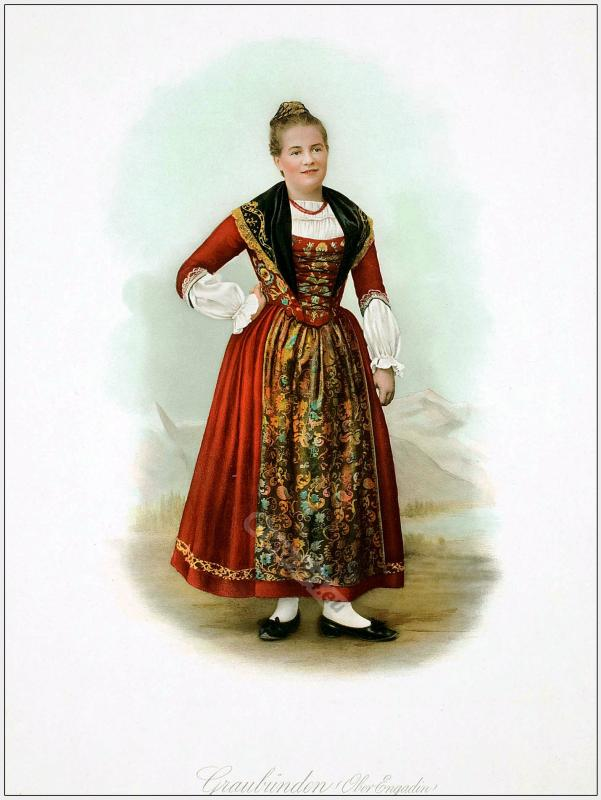
Žena v engadinském kroji

V roce 806 rozdělil Karel Veliký provincii na Horní a Dolní Raetii, přičemž Engadin se stal součástí Horní Raetie. V roce 916 připadl Horní Engadin Švábskému vévodství a Dolní Engadin hrabství Vinschgau. Obě části údolí fungovaly až do roku 1652 politicky a ústavně samostatně. Horní Engadin měl svá vlastní hrabata. Hrabě Dedalrich prodal v roce 1139 své pozemky churské diecézi, od níž si Horní Engadin vykoupil svobodu v roce 1494. V Dolním Engadinu vedla často protichůdná panská a feudální práva majitelů k dlouhým sporům.
Ve vrcholném středověku mohl churský biskup díky darům a privilegiím rozšířit svůj vliv v Horním Engadinu. V letech 1137 a 1139 koupil statky hrabat z Gamertingenu mezi Punt Ota a Svatým Mořicem, čímž se stal nejmocnějším vládcem v regionu. V roce 1367 se Horní Engadin připojil ke Gotteshausbundu, ačkoli jistá míra samosprávy byla stále možná. Politicky z toho těžili biskupští pobočníci z rodu Plantů, jejichž vzestup začal po roce 1250. Důležitou roli hrál také rod Salis ze Samedanu. Hornoengadinské údolní společenství Ob Pontalt (rétorománsky Sur Punt Ota) ve středověku společně využívalo zdejší pastviny, lesy a vodstvo. Jednotlivé osady se spojovaly do sousedství, jako například Chantuns Sils a Fex v roce 1477. Od roku 1526 byla biskupská práva vykoupena a v letech 1538 až 1543 byl společný majetek rozdělen. Vrchnostenský soud nyní územně sjednoceného politického společenství byl v Zuozu a od roku 1438 ve dvoře ve Funtauna Merla. Od roku 1534 nechal zemský hejtman Johann Travers ze Zuozu poprvé hrát biblické hry s duchovním obsahem v rétorománském jazyce, což mělo velký vliv na obyvatelstvo. V letech 1550–1577 přijal Horní Engadin reformované vyznání. V letech 1552 až 1562 vytvořili dva reformátoři Jachiam Tütschett Bifrun a Ulrich Campell rétorománský spisovný jazyk, včetně překladu Bible. Vzniklo několik tiskáren s názvy Saluz, Dorta, Gadina a Janett, které následně podnítily čilý intelektuální život.
V roce 1140 byl Dolní Engadin dán v léno tyrolským hrabatům. V letech 1160 a 1177 darovali šlechtici z Taraspu svůj hrad a majetky v Guardě, Scuolu a Ftanu churskému biskupovi. Získáním řady panství, například Ardez-Steinberg, získal biskup v regionu výjimečné mocenské postavení. Získání svrchovanosti zmařili Habsburkové a od roku 1363 tyrolská hrabata. V roce 1367 se Dolní Engadin také připojil ke Gotteshausbundu. V roce 1464 koupili Habsburkové panství Tarasp a v roce 1475 jejich feudální nároky vyvolaly válku. Pokus o začlenění Dolního Engadinu a sousedního údolí Val Müstair do panství Nauders vyvolal v roce 1499 švábskou válku. Všechny vesnice byly vypleněny a zpustošeny císařskými žoldnéři. Vítězství Graubündenu u Calvenu v roce 1499 ukončilo habsbursko-tyrolskou expanzi. Dědičné sjednocení z roku 1500 zafixovalo původní stav: Dolní Engadin zůstal pod habsburskou svrchovaností a byl také členem Gotteshausbundu. V 16. století byl v Dolním Engadinu jako součásti tzv. Tří lig (Drei Bünde) klid, kromě procesu z roku 1565, tzv. války proti francouzským důchodním. V letech 1529 až 1553 přestoupil Dolní Engadin (s výjimkou rakouského Taraspu) na novou reformovanou víru. Během nepokojů v Graubündenu, v bitvě o Valtellinu a místní průsmyky, v níž se Habsburkové snažili sjednotit svá území, se pokoušeli zvýšit svůj vliv i v Dolním Engadinu a Prättigau. V roce 1621 vpadl do Dolního Engadinu Alois Baldiron a okupoval jej až do roku 1629. Pokusy o rekatolizaci ze strany kapucínů selhaly, protože obce se okamžitě vrátily k reformovanému vyznání. Katolickou zůstala pouze obec Samnaun, která se od 19. století vydala i jazykově vlastní cestou jako německy mluvící obec. Rakouská práva byla vykoupena v roce 1652.

### Novověk

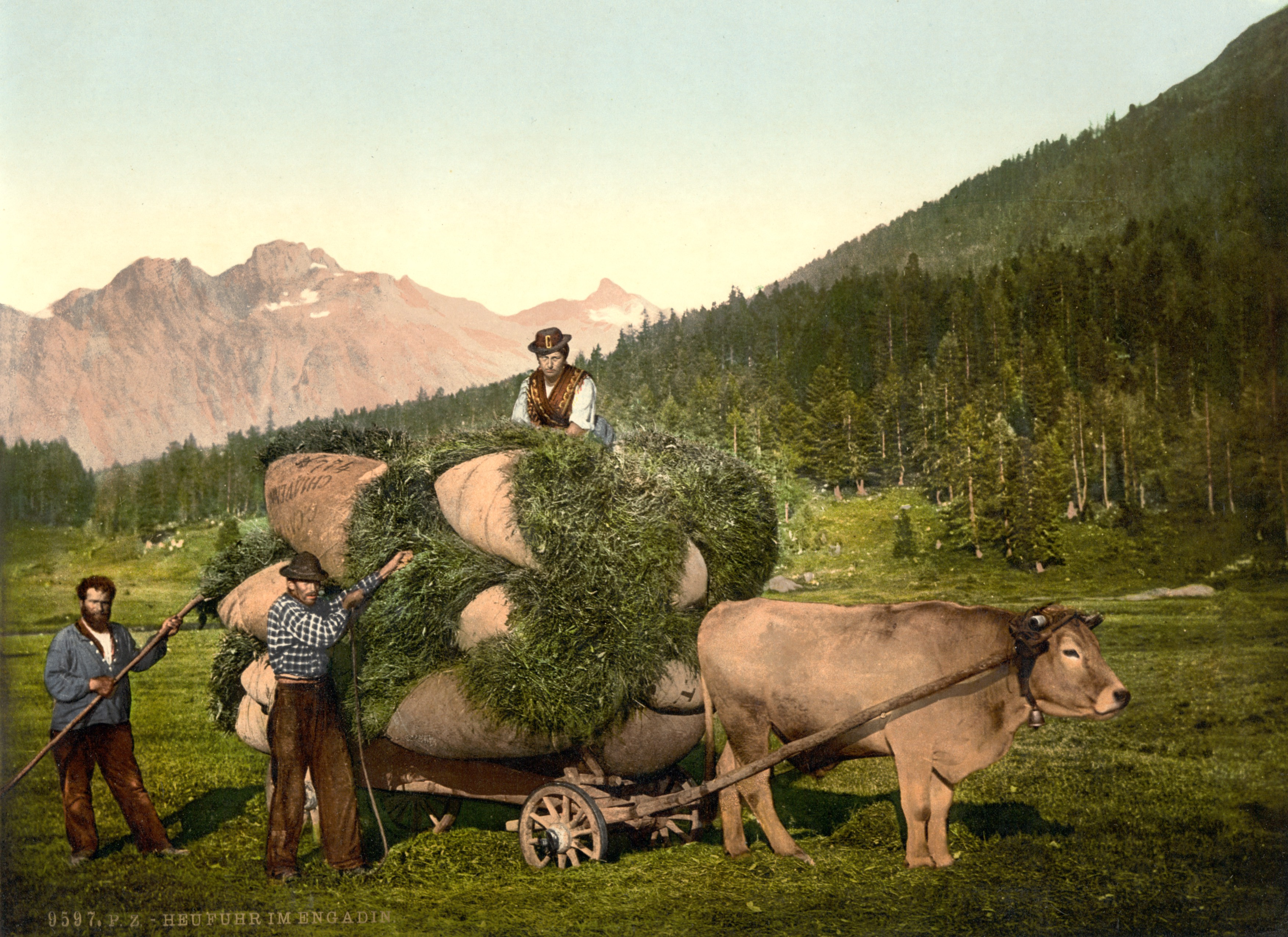
Senoseč v Engadinu (cca 1900)

V letech 1798 až 1800 se v Engadinu odehrávaly boje mezi Francouzi a Rakušany. Jedním z posledních rakouských majetků byl katolický Tarasp, který byl v roce 1815 na základě císařské deputace z roku 1803 vrácen Graubündenu. Celý Engadin se tak definitivně stal součástí Švýcarské konfederace. Od roku 1851 byl Engadin rozdělen na okresy Inn a Maloja s okrsky Oberengadin, Obtasna, Untertasna a Ramosch.
Hospodářsky bylo horské zemědělství vždy orientováno na severní Itálii a Tyrolsko. Vývozem velkého dobytka, drobného zvířectva, ostatních zemědělských produktů, dřeva a rudy se financoval dovoz, např. obilí, vína a soli. Díky vysoké poptávce po dřevu ze strany solných dolů v Hallu a rudných dolů v S-charl bylo mnoho lesů v Dolním Engadinu vykáceno. V novověku se na rostoucí prosperitě významně podíleli dočasní emigranti, zvaní Randulinové, kteří v letech 1603–1766 požívali v Benátkách výnosných privilegií jako engadinští cukráři. Po vypovězení smlouvy ze strany Benátek se mnoho obyvatel Engadinu vystěhovalo do jiných italských měst a dalších evropských center.
V letech 1820–1840 byla vybudována silnice přes průsmyky Julierpass a Malojapass, v letech 1845–1872 silnice po dně údolí v celé jeho délce a v letech 1907–1912 silnice do Samnaunu. Otevření Gotthardského tunelu v roce 1882 vedlo ke kolapsu tranzitní dopravy dostavníky a ztrátě s tím spojených příjmů od provozovatelů povozů s mulami přes graubündenské průsmyky. Tento výpadek byl postupně kompenzován vznikem lázeňské a vysokohorské turistiky po roce 1850.
V letech 1903 až 1913 byla společností Rhétské dráhy vybudována Albulská dráha, která spojila kantonální hlavní město Chur s Horním Engadinem a dále podpořila cestovní ruch. První světová válka zlatý věk grandhotelů rychle ukončila. Hospodářská krize po roce 1929 připravila mnoho lidí v cestovním ruchu o práci. Od roku 1925 byla rozšiřována silniční síť pro motorová vozidla a v roce 1938 bylo vybudováno letiště v Samedanu, původně jako vojenské letiště. Švýcarský národní park v Dolním Engadinu byl založen v roce 1914. Rozvoj lanovek a lyžařských vleků vedl od roku 1945 k prudkému nárůstu zimní turistiky a zimní olympijské hry ve Svatém Mořici v letech 1928 a 1948 přilákaly světovou publicitu. V roce 1932 byla dokončena první fáze rozšiřování vodních elektráren, která se však nedotkla jezer v Horním Engadinu. Od roku 1954 byly realizovány další projekty engadinských elektráren, přičemž největšími stavbami byly přehrady Punt dal Gall a Livigno. Mezi turistickým regionem Horního Engadinu a více zemědělským Dolním Engadinem je patrný rozdíl v prosperitě. Trať tunelem Vereina, která byla otevřena v roce 1999, podporuje rozvoj Dolního Engadinu. Stávající silniční spojení přes průsmyky Flüelapass a Albulapass jsou v zimních měsících uzavřena, pouze průsmyk Julierpass je sjízdný celoročně s výjimkou případných nenadálých přívalů sněhu.

## Obyvatelstvo a jazyky

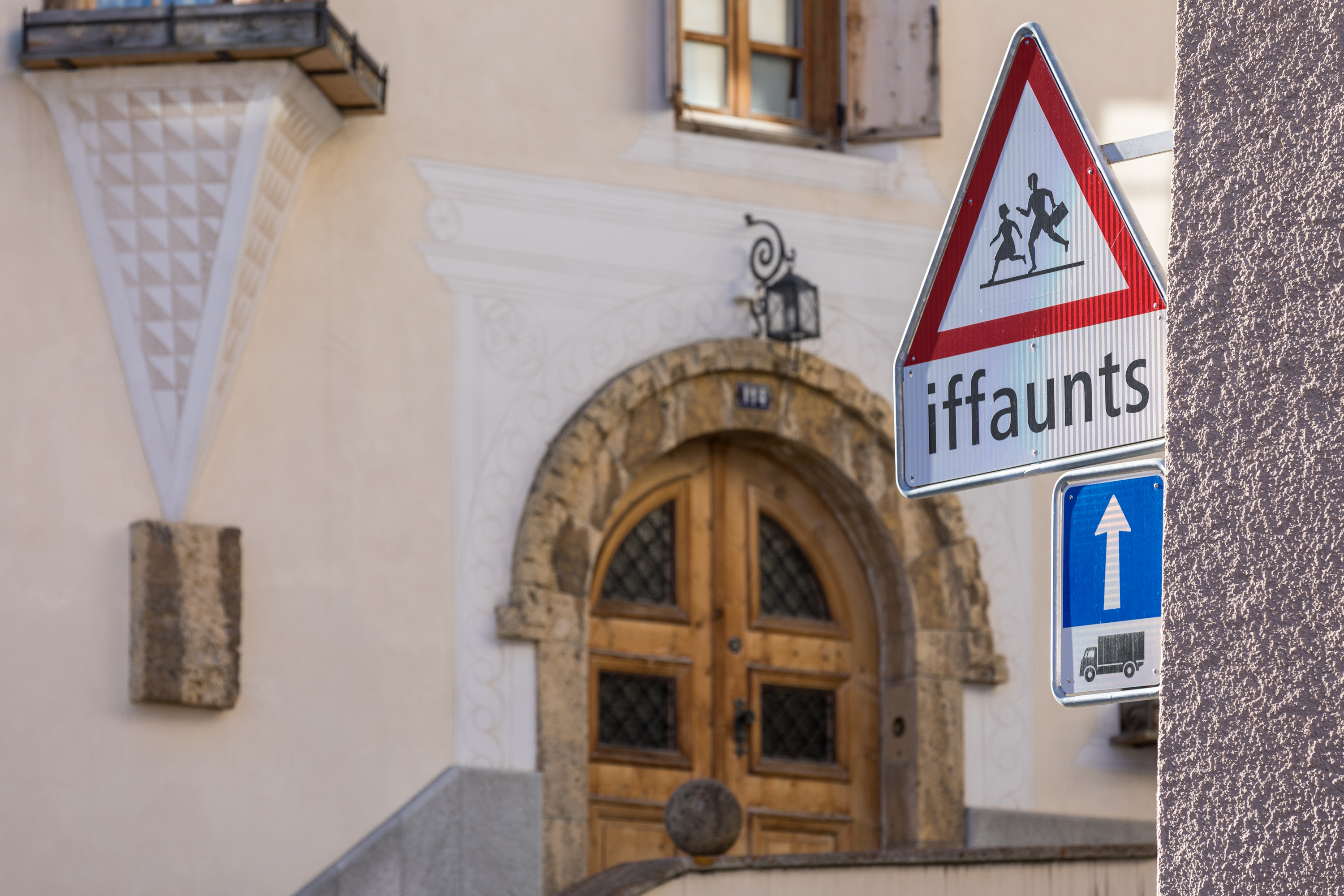
Dopravní značka v rétorománštině (obec Zuoz, Horní Engadin)

Hlavním jazykem v Dolním Engadinu a v některých částech Horního Engadinu je rétorománština. V Horním Engadinu se mluví dialektem putėr a v Dolním Engadinu dialektem vallader, což jsou dva rétorománské idiomy, každý s vlastním spisovným jazykem, které obyvatelé Engadinu souhrnně nazývají také Rumantsch Ladin. Pojmenování Ladin v rámci Engadinu však nelze zaměňovat s ladinskými jazyky severovýchodní Itálie. V obci Samnaun místní specifický dialekt rétorománštiny zcela zanikl; od 19. století se zde mluví tyrolským dialektem němčiny.
V důsledku silného rozvoje cestovního ruchu v po roce 1850, lepší dostupnosti a s tím souvisejícím rozšířením hospodářské oblasti zaznamenal Engadin silný příliv obyvatel, kteří již nemluví rétorománsky. V důsledku toho se vedle rétorománštiny mluví v Engadinu alemanskou švýcarskou němčinou a italštinou. Rétorománština byla silně vytlačena v hlavních městech Horního Engadinu (zejména Svatý Mořic a okolí). V roce 2000 zde pouze 13 % obyvatel stále označovalo rétorománštinu za svůj hlavní jazyk a 30 % za jazyk každodenního života. V Dolním Engadinu je vytlačování rétorománštiny méně výrazné, ale podobný trend lze rozpoznat i v tomto regionu. V Dolním Engadinu má jazyk vallader stále zmenšující se oblast použití, avšak stále je jazykem většinovým; v roce 2000 byl pro 63 % obyvatel hlavním jazykem a pro 79 % obyvatel každodenně používaným jazykem.
Engadin je často jazykově a kulturně ztotožňován s pozdravem Allegra!, který je tradičně používán v celé oblasti. Ve vesnicích se navíc stále uznává tradice přezdívek obyvatel příslušné obce či osady.
Díky odlehlosti kraje se zachoval svérázný folklór, k němuž patří kroj a lidové divadlo, i kulinářské speciality, jako je engadinský ořechový koláč. Původní život horalů popsala ve svých knihách Selina Chönz.

## Hospodářství

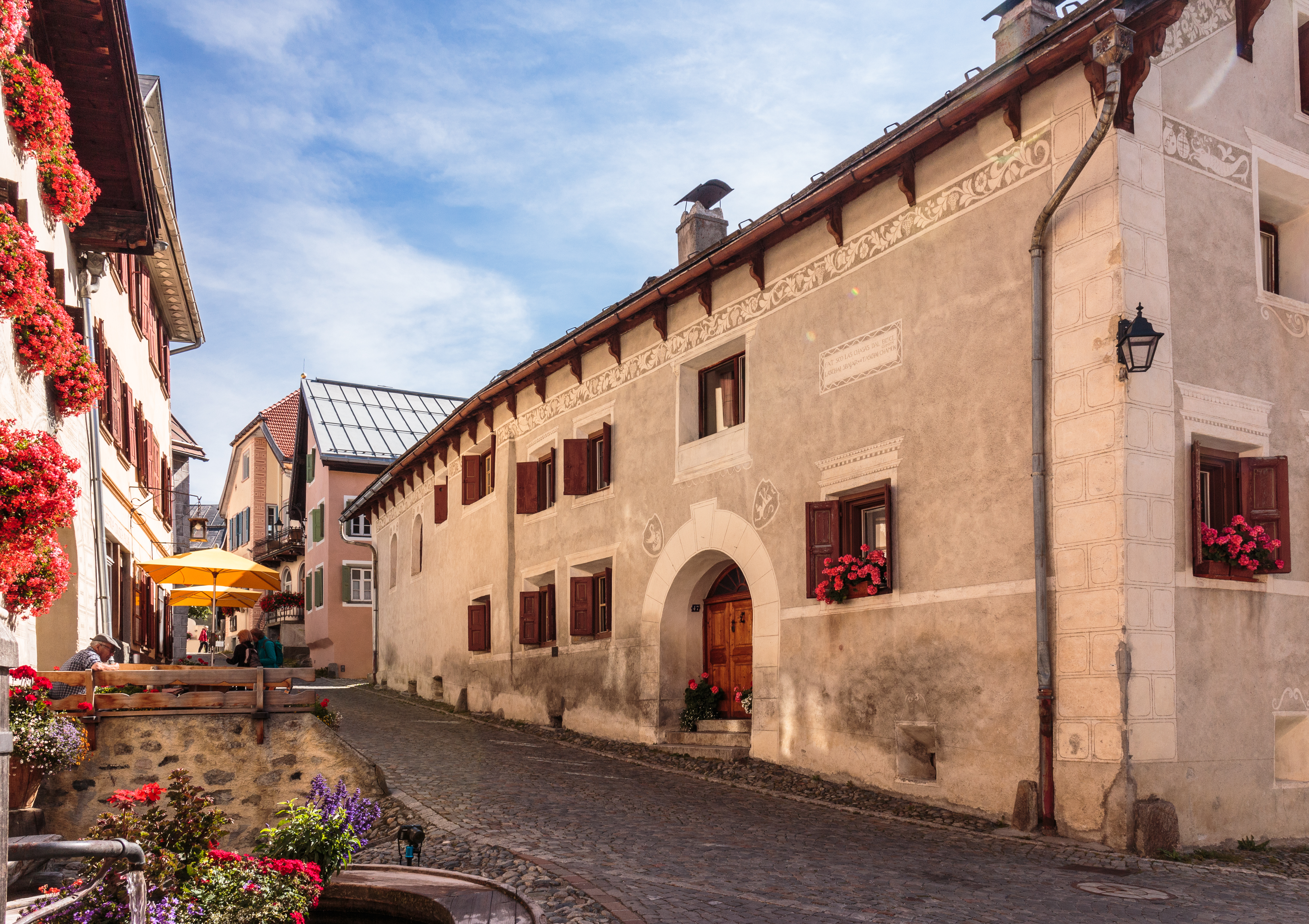
Tradiční architektura Engadinu ve vesnici Guarda

Díky silnému rozvoji cestovního ruchu od počátku 20. století zaznamenal Engadin silný příliv obyvatel. Čilá stavební činnost změnila strukturu osídlení a vedla ke vzniku městských center v blízkosti Svatého Mořice s asi 5000 obyvateli. Svatý Mořic, ležící uprostřed jezerní oblasti Horního Engadinu v nadmořské výšce 1856 metrů, měl již na počátku 19. století celoevropskou pověst díky svým léčivým pramenům. První lázeňské centrum bylo otevřeno v roce 1831. Od té doby následovala částečně sofistikovaná výstavba hotelů a později i rekreačních apartmánů. Svatý Mořic se stal jedním z nejznámějších rekreačních středisek na světě. Dne 9. srpna 1907 byla otevřena první lanovka Muottas-Muragl-Bahn.
Významnou turistickou atrakcí je středověký hrad Tarasp nebo vesnice Guarda s dochovanými ukázkami původní horské architektury (tzv. Engadinerhaus).

## Kulinářské speciality
Mezi známé dezerty regionu se řadí dort z křehkého těsta plněný karamelizovanými vlašskými ořechy Engadiner Nusstorte a dort z křehkého těsta, máslového krému a florentinské hmoty Engadiner Torte. Mezi speciality regionu patří také hruškový chléb Birnbrot.